# World of Warcraft
World of Warcraft (WoW; с англ. — «Мир военного ремесла») — массовая многопользовательская ролевая онлайн-игра, разработанная и издаваемая компанией Blizzard Entertainment. Действие World of Warcraft происходит в фэнтезийной вселенной Warcraft. Игра тесно связана с предыдущими играми серии — стратегиями в реальном времени; каждый игрок управляет одним персонажем и может взаимодействовать с другими игроками в общем виртуальном мире. Игра была анонсирована в 2001 году и выпущена 23 ноября 2004 года, к 10-летней годовщине Warcraft: Orcs & Humans.
World of Warcraft предоставляется игрокам на основе ежемесячной платной подписки; кроме того, для игры регулярно выпускаются тематические платные дополнения, добавляющие в игру новые области, новые классы персонажей и иной дополнительный или обновлённый контент. На 2024 год было выпущено десять таких дополнений — The Burning Crusade (2007), Wrath of the Lich King (2008), Cataclysm (2010), Mists of Pandaria (2012), Warlords of Draenor (2014), Legion (2016), Battle for Azeroth (2018), Shadowlands (2020), Dragonflight (2022) и The War Within (2024).
Помимо основной версии игры, Blizzard поддерживает несколько «классических» серверов: World of Warcraft Classic (2019), воспроизводящий оригинальную версию 1.12, а также The Burning Crusade Classic (2021) и Wrath of the Lich Classic. Для данных серверов разработаны специализированные режимы, включая Classic Hardcore (2023) с механикой перманентной смерти персонажей, Season of Discovery (2023), добавляющий систему рун и ранее не реализованный контент, а также WoW Classic 20th Anniversary Edition (2024), предоставляющий возможность заново пережить оригинальный игровой процесс.
В рамках обновления World of Warcraft: Dragonflight в марте 2024 года был представлен временный режим Plunderstorm — королевская битва с пиратской тематикой на 60 игроков, где участники сражаются за выживание, улучшают способности и избегают сужающейся игровой зоны.
В 2008 году Книга рекордов Гиннесса назвала World of Warcraft самой популярной MMORPG в мире с числом подписчиков свыше 10 млн человек; на пике популярности игры в октябре 2010 года это число превышало 12 млн, хотя к 2015 году оно уменьшилось до 5,5 млн. В 2014 году Blizzard сообщала, что за 10 лет с запуска игры в ней было создано свыше 100 млн учётных записей. Игра получила множество наград, включая Gamespot’s Game of the Year Award как лучшая игра 2004 года.

## Игровой процесс
World of Warcraft представляет собой массовую многопользовательскую ролевую онлайн-игру, в которой игрок управляет одним игровым персонажем — обитателем фэнтезийной вселенной Warcraft. В роли этого персонажа игрок может исследовать виртуальный мир игры, сражаться с различными противниками, включая персонажей других игроков; выполнять задания неигровых персонажей, участвовать в совместном с другими игроками прохождении подземелий и других подобных занятиях. Успешное выполнение заданий позволяет игроку улучшить характеристики персонажа и его снаряжение, что открывает доступ к новым, более сложным заданиям и подземельям. Большинство заданий на начальном этапе выполняются в одиночку, но сложность заданий возрастает по мере увеличения уровня игрока, и многие задания предполагают, что игрок будет действовать в группе. Для каждой группы игроков, желающих посетить подземелье, создаётся его отдельная копия, так что разные группы игроков не могут помешать друг другу исследовать подземелье и собирать сокровища. Разные подземелья рассчитаны на игроков разного уровня и на разное количество участников — обычно речь о группе численностью до пяти персонажей, но игра может предлагать игрокам и «рейды», в которых может быть занято до 40 игроков одновременно. В составе группы игроки принимают на себя разные роли — обычно группа состоит из танка, лекаря и трёх бойцов: танк должен первым вступать в бой и отвлекать на себя врагов, лекарь — восстанавливать потерянные танком и бойцами очки здоровья, а бойцы — наносить как можно больше урона врагам и победить их как можно скорее. Как в подземельях, так и в общем мире игры существуют сильные враги и боссы, для победы над которыми необходимы слаженные действия группы игроков.
В World of Warcraft нет единого общего мира, где присутствовали бы одновременно все игроки; вместо этого разработчики создали десятки игровых миров — одинаковых копий, рассчитанных на несколько тысяч игроков каждая; при этом имеется возможность переносить персонажей из одного мира в другой, и разработчики могут присоединить малонаселенный мир со слишком малым количеством игроков к более крупному. В прошлом эти миры делились на несколько типов, как PvE-миры («игрок против окружающего мира») или PvP-миры («игрок против игрока»); от типа мира зависело, например, может ли игрок свободно атаковать персонажей враждебной стороны при встрече или нет. С выходом дополнения Battle for Azeroth миры перестали делиться на типы, и появился «Режим войны», который позволяет игроку самому переключаться между режимами PvE и PvP.

## Модификации интерфейса
В World of Warcraft есть возможность использования пользовательских модификаций интерфейса, создаваемых разработчиками третьей стороны, так называемые «аддоны». Эти модификации являются программными модулями на языках Lua и XML, встраивающимися в игровой клиент. Дополнения могут быть использованы для сбора статистики, видоизменения интерфейса или добавления новых функций. Нередко встречаются модификации игры, уже представляющие собой самостоятельную игру (например, внутриигровой аналог Bejeweled). Интересно то, что Blizzard «не поощряет и не одобряет использование пользовательских модификаций, но и не запрещает это». Часто дополнения оказывают существенное отрицательное влияние на игровой клиент (например, вызывают проблемы с производительностью игры), особенно после обновлений. Возможности дополнений ограничены как программно (например, невозможно напрямую произнести заклинание дополнением), так и правилами компании-разработчика. Вопреки этому периодически появляются модификации, способные сильно упростить или иначе повлиять на игровой процесс. Примером этому служит модификация AVR, ранее способный рисовать фигуры различного цвета и формы, создавая эффект их присутствия в игровом мире. Для этого использовалась возможность программно определить положение камеры. Это позволило создать другое дополнение, сильно упрощающее многие схватки с боссами, наглядно показывая игроку местоположение опасных зон, подсказывая ожидаемые от него действия. В результате компания-разработчик игры Blizzard, после объяснения возникшей проблемы игрокам, нарочно «сломала» это дополнение.
В последнее время разработчики игры встраивают в базовый интерфейс игры функции наиболее популярных пользовательских модификаций. Например, в обновлении 4.2 стал доступен Атлас подземелий, прообразами которого стали такие пользовательские модификации, как Atlas, AtlasLoot и Deadly Boss Mods. Атлас подземелий не является полноценной заменой популярного и по сей день дополнения Deadly Boss Mods в части помощи в битвах с монстрами, так как Атлас лишь описывает способности монстров и не даёт никаких указаний к действию. В то время как Deadly Boss Mods выдаёт вполне чёткие указания при активации монстром какой-либо способности, показывает время, через какое монстром будет применена та или иная способность.

## Дополнения
С каждым новым крупным дополнением изменяется максимально допустимый уровень персонажей, а также появляются новые территории и сюжетные линии, иногда профессии, расы или классы. Помимо дополнений периодически выпускаются контентные обновления, вносящие менее глобальные изменения (новые подземелья, балансировка игровых классов и т. п.).
| Название               | Дата анонса          | Дата выхода           |
| ---------------------- | -------------------- | --------------------- |
| The Burning Crusade    | 28 октября 2005 года | 16 января 2007 года   |
| Wrath of the Lich King | 3 августа 2007 года  | 13 ноября 2008 года   |
| Cataclysm              | 21 августа 2009 года | 7 декабря 2010 года   |
| Mists of Pandaria      | 21 октября 2011 года | 25 сентября 2012 года |
| Warlords of Draenor    | 8 ноября 2013 года   | 13 ноября 2014 года   |
| Legion                 | 6 августа 2015 года  | 30 августа 2016 года  |
| Battle for Azeroth     | 3 ноября 2017 года   | 14 августа 2018 года  |
| Shadowlands            | 1 ноября 2019 года   | 24 ноября 2020 года   |
| Dragonflight           | 19 апреля 2022 года  | 29 ноября 2022 года   |
| The War Within         | 3 ноября 2023 года   | 26 августа 2024 года  |
| Midnight               | 3 ноября 2023 года   |                       |
| The Last Titan         | 3 ноября 2023 года   |                       |

## Звуковые дорожки
| №                   | Название                                     | Длительность |
| ------------------- | -------------------------------------------- | ------------ |
| 1.                  | «Legends of Azeroth» (Main title)            | 2:40         |
| 2.                  | «The Shaping of the World» (Exclusive track) | 2:24         |
| 3.                  | «Legacy» (Exclusive track)                   | 2:25         |
| 4.                  | «Song of Elune» (Exclusive track)            | 2:13         |
| 5.                  | «Echoes of the Past» (Exclusive track)       | 1:53         |
| 6.                  | «A Call to Arms»                             | 2:18         |
| 7.                  | «Seasons of War» (Introduction music)        | 2:57         |
| 8.                  | «Stormwind»                                  | 2:14         |
| 9.                  | «Orgrimmar»                                  | 2:14         |
| 10.                 | «The Undercity»                              | 2:27         |
| 11.                 | «Thunder Bluff»                              | 2:35         |
| 12.                 | «Darnassus»                                  | 2:44         |
| 13.                 | «Ironforge»                                  | 2:14         |
| 14.                 | «Elwynn Forest»                              | 3.03         |
| 15.                 | «Duskwood»                                   | 6.01         |
| 16.                 | «Dun Morogh»                                 | 7:30         |
| 17.                 | «Burning Steppes»                            | 2:26         |
| 18.                 | «Shimmering Flats»                           | 4:07         |
| 19.                 | «Felwood»                                    | 2:37         |
| 20.                 | «Stranglethorn Vale»                         | 4:12         |
| 21.                 | «Tanaris»                                    | 4:31         |
| 22.                 | «Teldrassil»                                 | 3:55         |
| 23.                 | «Tavern»                                     | 1:13         |
| 24.                 | «Moonfall»                                   | 0:48         |
| 25.                 | «Ruins»                                      | 1:16         |
| 26.                 | «Temple»                                     | 1:03         |
| 27.                 | «Lurking»                                    | 1:00         |
| 28.                 | «Sacred»                                     | 1:10         |
| 29.                 | «Graveyard»                                  | 1:07         |
| 30.                 | «War»                                        | 0:49         |
| Общая длительность: | Общая длительность:                          | 76:06        |

| №                   | Название                                       | Длительность |
| ------------------- | ---------------------------------------------- | ------------ |
| 1.                  | «The Burning Legion» (Main title)              | 3:58         |
| 2.                  | «Shards of the Exodar»                         | 4:38         |
| 3.                  | «The Sin’dorei»                                | 6:39         |
| 4.                  | «The Dark Portal» (Cinematic Intro)            | 2:57         |
| 5.                  | «Origins»                                      | 4:23         |
| 6.                  | «Bloodmyst»                                    | 4:16         |
| 7.                  | «Wastelands»                                   | 4:13         |
| 8.                  | «Caverns of Time — The Battle of Mount Hyjal»  | 2:30         |
| 9.                  | «Azuremyst Isle»                               | 2:42         |
| 10.                 | «Silvermoon City»                              | 2:11         |
| 11.                 | «Netherstorm»                                  | 4:20         |
| 12.                 | «Caverns of Time — The Escape from Durnholde»  | 4:28         |
| 13.                 | «Outland Suite»                                | 2:44         |
| 14.                 | «The Tower of Karazhan»                        | 4:15         |
| 15.                 | «Illidan»                                      | 3:10         |
| 16.                 | «Caverns of Time — Opening of the Dark Portal» | 2:38         |
| 17.                 | «Hellfire»                                     | 1:59         |
| 18.                 | «The Gates of Ahn’Qiraj» (Exclusive Track)     | 4:00         |
| 19.                 | «Shadow of the Necropolis» (Exclusive Track)   | 4:22         |
| 20.                 | «Taverns» (Exclusive Track)                    | 4:26         |
| 21.                 | «Lament of the Highborne» (Exclusive Track)    | 2:57         |
| Общая длительность: | Общая длительность:                            | 77:46        |

| №                   | Название                                           | Длительность |
| ------------------- | -------------------------------------------------- | ------------ |
| 1.                  | «Wrath of the Lich King» (Main title)              | 8:57         |
| 2.                  | «Dragons' Rest»                                    | 3:08         |
| 3.                  | «Arthas, My Son» (Cinematic Intro)                 | 3:12         |
| 4.                  | «Path of Tears»                                    | 7:16         |
| 5.                  | «Crystalsong»                                      | 1:52         |
| 6.                  | «Dalaran»                                          | 3:26         |
| 7.                  | «God Hunters»                                      | 3:34         |
| 8.                  | «Forged in Blood»                                  | 5:34         |
| 9.                  | «Mountains of Thunder»                             | 5:56         |
| 10.                 | «Secrets Long Forgotten» (Exclusive Track)         | 2:29         |
| 11.                 | «The Kalu’ak»                                      | 2:24         |
| 12.                 | «The Eye of Eternity»                              | 1:57         |
| 13.                 | «Garden of Life»                                   | 3:29         |
| 14.                 | «The Culling»                                      | 3:43         |
| 15.                 | «Howling Fjord»                                    | 2:59         |
| 16.                 | «Rise of the Vrykul»                               | 1:22         |
| 17.                 | «Borean Tundra» (Exclusive Track)                  | 1:58         |
| 18.                 | «Totems of the Grizzlemaw»                         | 5:36         |
| 19.                 | «The Wrath Gate» (Cutscene Event; Exclusive Track) | 3:53         |
| 20.                 | «Angrathar’s Shadow»                               | 2:56         |
| 21.                 | «Assault on New Avalon»                            | 2:16         |
| Общая длительность: | Общая длительность:                                | 73:17        |

Cataclysm Soundtrack
Mists of Pandaria Soundtrack

## Сюжет
После событий Warcraft III: The Frozen Throne новая Орда Тралла (англ. Thrall) расширилась, приняв в свои ряды отрекшихся (нежить), тауренов и троллей. Тем временем гномы, дворфы и ночные эльфы вступили в возрожденный Альянс, новым центром которого после падения Лордерона стало человеческое королевство Штормград. Когда король Штормграда, Вариан Ринн (англ. Varian Wrynn), тайным образом исчез, верховный лорд Болвар Фордрагон (англ. Bolvar Fordragon), стал регентом при малолетнем сыне Андуине Ринне (англ. Anduin Wrynn). Однако Болвар Фордрагон оказался под чарами злобного чёрного дракона Ониксии (англ. Onyxia), которая фактически правила королевством от имени верховного лорда, притворившись дворянкой. Пока герои Азерота расследовали манипуляции Ониксии, древний повелитель элементалей Рагнарос (англ. Ragnaros) пробудился, чтобы уничтожить как Альянс, так и Орду. Однако герои Орды и Альянса объединившись смогли победить Ониксию и отправить Рагнароса обратно в Огненные просторы.

### Нападение на Логово Крыла Тьмы
В глубинах Чёрной горы чёрный дракон Нефариан (англ. Nefarian) проводил замысловатые эксперименты с кровью других драконьих стай. Намереваясь захватить Чёрную гору, он завербовал Тёмную Орду, армию изгоев, которую охватила демоническая жажда крови. Эти тронутые порчей орки, тролли и другие расы сражались против Рагнароса и дворфов из клана Чёрного Железа за контроль над Чёрной горой. Нефариан создал искаженных хроматических драконов, стремясь сформировать армию, достаточно мощную, чтобы захватить Азерот и продолжить наследие своего печально известного отца, Смертокрыла Разрушителя (англ. Deathwing the Destroyer). Однако Нефариан был побеждён героями Орды и Альянса.

### Перерождение Бога Крови

Отрицательный эффект «Порченая кровь» крайне быстро распространялся и убивал игровых персонажей, буквально «заваливая трупами» игровые пространства World of Warcraft

Много лет назад в разрушенном храме Атал’Хаккара верные жрецы Кровавого бога Хаккара Свежеватель душ (англ. Hakkar the Soulflayer) попытались призвать в мир аватара гневного божества. Но его последователи, духовенство Атал’аи, обнаружили, что Свежеватель Душ может быть вызван только в древней столице племени Гурубаши, Зул’Гурубе. Недавно переродившись в этой крепости в джунглях, Хаккар взял под свой контроль племя Гурубаши и смертных защитников могучих богов-зверей троллей. Тёмное влияние Свежевателя душ было остановлено, когда могучая империя троллей Зандалари направило героев вторгнуться в Зул’Гуруб.

### Врата Ан’Киража
Великая пустынная крепость Ан’Кираж, долгое время скрытая за Стеной Скарабеев, была домом для насекомоподобных киражей, дикой расы, которая когда-то предприняла попытку нападения, чтобы опустошить континент Калимдор. Но за стенами Ан’Киража скрывалось нечто гораздо более зловещее: Древний бог К’Тун (англ. C'Thun), древняя сущность, чье всепроникающее зло наполняло Азерот с незапамятных времён. Пока К’Тун доводил киражей до безумия, и Альянс, и Орда готовились к масштабным военным действиям. Объединённые силы Альянса и Орды, заключившие союз под названием «Могущество Калимдора», открыли врата Ан’Киража под командованием орка Варока Саурфанга (англ. Varok Saurfang). Герои осадили руины и храмы Ан’Киража и победили К’Туна.

### Тень Некрополя
Стремясь распространить чуму нежити на Азерот, Король-лич (англ. Lich King) вручил в пользование одному из своих величайших слуг, личу Кел’Тузаду (англ. Kel'Thuzad), летающую цитадель Наксрамас, которая стала оперативной базой Плети. Последовательные атаки фракций Алого Ордена и Серебряного Рассвета ослабили защиту парящей крепости, позволив героям проникнуть во внутрь некрополя, и победить зловещего Кел’Тузада. Однако предатель из рядов рыцарского ордена Серебряного Рассвета сбежал с филактерией Кел’Тузада в Нордскол, где павшего лича можно было воскресить.

## Разработка и выпуск
Создание первой версии World of Warcraft заняло 4 года, выход игры состоялся в 2004 году, а на момент 2009-го участие в разработке принимали 900 человек. Разработка и поддержка игры в период с 2004 по 2009 стоила 200 млн долларов.
World of Warcraft распространяется по принципу «плати, чтобы играть» — для получения доступа к игровому процессу необходимо оплатить игровое время. В то же время, имеется возможность игры в стартовую версию для бесплатной игры, но она имеет ряд ограничений.
О локализации игры на русский язык было объявлено 10 декабря 2007 года, 26 июня 2008 года началось альфа-тестирование, и 6 августа русский язык официально стал пятым европейским языком, поддерживаемым World of Warcraft.
В 2009 году на Game Developers Conference в Остине представители Blizzard рассказали о ресурсах, затрачиваемых на работу серверов игры. Это 75 000 процессоров, 1,3 петабайт места на жёстких дисках и 4600 человек персонала.
В конце 2010 года в Интернет попал документ, предположительно содержащий планы Blizzard Entertainment по выходу новых продуктов. В частности, в нём было отмечено, что выходы четвёртого и пятого дополнений World of Warcraft намечены соответственно на середину 2012 и конец 2013 года. Компания не подтвердила утечки, однако, по сообщению китайского сайта Marbridge Consulting, инициировала проверку в своём китайском отделении.
8 октября 2012 года серверы игры подверглись массовой хакерской атаке, в результате которой все города Азерота в течение нескольких часов были завалены трупами как NPC, так и персонажей игроков.
На Gamescom 2014 Том Чилтон, продюсер World of Warcraft, сказал, что компания Blizzard уже более 10 лет обсуждает возможность создания WoW 2.
28 августа 2018 года Джон Стаатс, первый дизайнер 3D-уровней World of Warcraft, запустил на Kickstarter сбор средств на создание The WoW Diary — книги, описывающей закулисье разработки игры. Цель кампании была достигнута в первые 10 минут и в дальнейшем перевыполнена на 5890 % ($588 999), на 2024 год этот проект занимает 3-е место в списке самых финансированных в категории «Nonfiction». Книга издаётся с 29 июня 2019 года.

## Оценки
| Сводный рейтинг | Сводный рейтинг |
| Агрегатор       | Оценка          |
| --------------- | --------------- |
| GameRankings    | 91,89 %         |

## Влияние
4 октября 2006 года в сериале «Южный Парк» вышла серия «Занимайтесь любовью, а не Warcraft’ом», посвящённая World of Warcraft.
27 февраля 2009 года шведская организация The Youth Care Foundation заявила о том, что в мире компьютерных игр World of Warcraft можно приравнять к кокаину. Представители организации утверждали, что неоднократно сталкивались с примерами зависимости от компьютерных игр, и во всех случаях в этом была виновна World of Warcraft, более того, после выхода игры, количество самоубийств на игровой почве выросло в десятки раз.
Известны случаи, когда слишком долгая игра приводила к фатальным последствиям. Так, в октябре 2005 года после многосуточной игры в World of Warcraft умерла от истощения китайская девочка.
Игра прошла слишком требовательную цензуру в Китае. Например, были убраны все скелеты и кости, так как они, по основным версиям, оскорбляли души усопших людей. Также цензоры стали вводить запрет на слова, связанные с сексуальностью человека в общении между игроками.

## Экранизация
В начале 2013 года активизировались работы по созданию полнометражного фильма по игровой вселенной. 24 мая 2016 года состоялась мировая премьера кинофильма «Варкрафт», 26 мая он вышел на экраны в России. Режиссёром стал Данкан Джонс, автор фильмов «Луна 2112» и «Исходный код». Производство фильма заняло 123 дня и стоило 160 млн долларов.